# Iván Negueruela
Iván Negueruela Martínez (Valladolid, 11 de noviembre de 1951) es un arqueólogo e historiador del arte español, ha sido director del Museo Nacional de Arqueología Subacuática (ARQUA) de Cartagena desde 1993 hasta 2022.

## Biografía

### Formación académica
Nacido en Valladolid en 1951, cursó licenciatura en Historia del Arte por la Universidad de Sevilla, obteniéndola con la máxima calificación en 1978. Posteriormente desarrolló y defendió su tesis doctoral sobre su investigación acerca de la cerámica fenicia, y en 1988 obtuvo el doctorado en Arqueología de nuevo con la máxima puntuación en la Universidad Autónoma de Madrid, en la que además logró el premio extraordinario por su tesis sobre la escultura ibérica.
Asimismo, desde 1985 coordina diferentes proyectos de investigación, desde ámbitos locales a internacionales.

### Actividad profesional
Completados sus estudios, obtuvo la plaza de director del Museo de Jaén, que ocupó entre 1984 y 1989, antes de convertirse en jefe del Departamento de Arqueología Clásica del Museo Arqueológico Nacional de Madrid, hasta diciembre de 1992. Desde 1993 desempeñó, merced de su selección por concurso público, el puesto de director del entonces conocido como Museo Nacional de Arqueología Marítima (ARQUA) en Cartagena. Sin embargo, se vio destituido en 2006 por el Ministerio de Cultura en una decisión que el arqueólogo recurrió ante la Audiencia Nacional, de forma que finalmente y como consecuencia del fallo del tribunal en su favor, el ministerio tuvo que rectificar y restituirle en el cargo de director del museo de Cartagena.
Durante su primera etapa como director del ARQUA, supervisó las excavaciones en el entorno de los barcos fenicios de Mazarrón, a la vez que trabajaba en labores de investigación que publicaba en monografías y artículos para revistas de divulgación histórico-científica, de carácter tanto nacional como internacional. Entre 1994 y 2001 fue distinguido con una plaza como asesor de la Unesco, en un periodo en la que igualmente asesoraba a la Comisión Europea en asuntos de cultura y patrimonio y ejercía como jurado del Programa RAFAEL y miembro de diferentes comités europeos.
En los últimos tiempos se ha interesado por la Edad  Antigua y Media en la Región de Murcia, publicando obras de divulgación en las que trata su teoría acerca de la existencia de una alcazaba musulmana previa al castillo de la Concepción de Cartagena, y los acontecimientos que desembocaron en el traslado de la sede episcopal de la Diócesis de Cartagena a Murcia en el siglo XIII.

### Dirección del ARQUA
En el año 1993 opositó al Cuerpo de Conservadores del Estado, consiguiendo el cargo de director del ARQUA en virtud de su formación y experiencia laboral. En 2006 fue cesado por orden de la ministra de Cultura Carmen Calvo, que le reemplazó por Rafael Azuar poco antes de la reinauguración del museo como Museo Nacional de Arqueología Subacuática, tras una ampliación planteada por el propio Negueruela con intención de convertirlo en el centro nacional de referencia para la arqueología subacuática. Negueruela, disconforme ante esta resolución, llevó el caso ante la Audiencia Nacional, que terminó por considerar injustificado el cese en 2009 y dictaminando su inmediata restauración al frente del museo.
En 2010, sin embargo, la entonces ministra Ángeles González-Sinde decidió que se volviese a apartar al arqueólogo del puesto en favor de Xavier Nieto, que asumió la dirección en diciembre de 2010. La sentencia de los tribunales fue otra vez favorable a Negueruela, que desde finales de 2013 vuelve a ser el director del ARQUA. Desde entonces ha trabajado en el acondicionamiento de las instalaciones y la restauración de las monedas del tesoro de la fragata Nuestra Señora de las Mercedes, recuperadas por el Estado tras un largo pleito en Estados Unidos frente a la compañía cazatesoros Odyssey Marine Exploration.

### El palacio de Asdrúbal en Cartagena
Entre otros menesteres, Negueruela consagró el periodo entre el año 2000 y 2015 al estudio de una serie de vestigios arqueológicos fechados en la época púnica de Cartagena y hallados en el cerro del Molinete –Arx Asdrubalis en su denominación latina–, una de las colinas fundacionales de la ciudad. Dichos vestigios han sido señalados por el investigador vallisoletano como relativos al palacio que el general Asdrúbal el Bello habría hecho construir en la entonces capital de sus dominios en la península ibérica, según testimonios recogidos por el historiador griego Polibio.
Fruto de sus quince años de investigación, Negueruela concluyó que el palacio efectivamente se encuentra en el cerro, en el que no habría sido edificado sino esculpido en la misma roca mediante un sistema de terrazas. Los trabajos de prospección desplegados durante aquel periodo de tiempo se vieron sin embargo demorados a causa de la reticencia del gobierno municipal de Pilar Barreiro, que pese a los permisos concedidos por la Dirección General de Cultura de la comunidad autónoma ordenó a la Policía Local efectuar frecuentes inspecciones, debido a que el área ha estado inmersa en un proceso urbanístico de gran calado desde 2001.
En junio de 2015, la Real Academia de la Historia publicó el libro del arqueólogo El magnífico palacio de Asdrúbal en Cartagena, en el que disecciona las averiguaciones que sustentan su afirmación sobre la situación del palacio y se muestra crítico con el proyecto de parque arqueológico llevado a la práctica por las autoridades municipales. Como reacción a las tesis de Negueruela, la asociación de defensa del patrimonio Daphne solicitó en marzo de 2016 la incoación como Bien de Interés Cultural del supuesto palacio y la extensión de una protección integral sobre el cerro del Molinete. El recurso administrativo emitido por esta asociación fue sin embargo desestimado por la directora general de Patrimonio de la Región de Murcia, María Comas Gabarrón, alegando que el cerro ya dispone de las medidas de protección adecuadas.
En el plano académico, la teoría sobre la existencia del palacio púnico en el Molinete ha sido respaldada por Martín Almagro Gorbea, catedrático de Prehistoria en la Universidad Complutense de Madrid y autor del prólogo del libro de Negueruela; y rechazada por Ricardo Montes Bernárdez, doctor en Prehistoria por la Universidad de Murcia (UMU); y por José Miguel Noguera, catedrático de Arqueología en la UMU y a la sazón director de las excavaciones en el cerro desde 2008. En apoyo a lo defendido por estos últimos se publicó en 2021 un manifiesto firmado por un centenar de profesionales de la arqueología y la investigación del patrimonio cultural e histórico, en el cual tildaban la controversia como «ficticia y politizada».

## Condecoraciones y premios
- Cruz de Mérito de la Guardia Civil.
- Laureada Cantonal.[14]
- Nombramiento de cónsul honorario de las fiestas de Carthagineses y Romanos.
- Insignia de Oro de Cartagena Futuro.

## Obras seleccionadas
- Los monumentos escultóricos ibéricos del Cerrillo de Porcuna (Jaén): Estudio sobre su estructura interna, agrupamientos e interpretación. Ministerio de Cultura. 1990. ISBN 84-748-3668-9.
- Cartagena (Qartayanna al-Halfa): propuestas sobre la alcazaba del Castillo de la Concepción. Editorial Áglaya. 2007. ISBN 84-956-6982-X.
- Murcia por una mitra: la ilegalidad del traslado del obispado de Cartagena a Murcia por Sancho IV (análisis de los documentos vaticanos, los hechos y sus causas). Editorial Áglaya. 2008. ISBN 84-956-6904-8.
- El magnífico palacio de Asdrúbal en Cartagena (cerro del Molinete). Real Academia de la Historia. 2015. ISBN 84-150-6966-9.